# Château Fabvier
Le château Fabvier est un monument historique situé à Kintzheim, dans le département français du Bas-Rhin.

## Localisation
Ce bâtiment est situé au 92, rue de la Liberté à Kintzheim.

## Historique
L'édifice fait l'objet d'une inscription au titre des monuments historiques depuis 1992.